# Eutrofizare

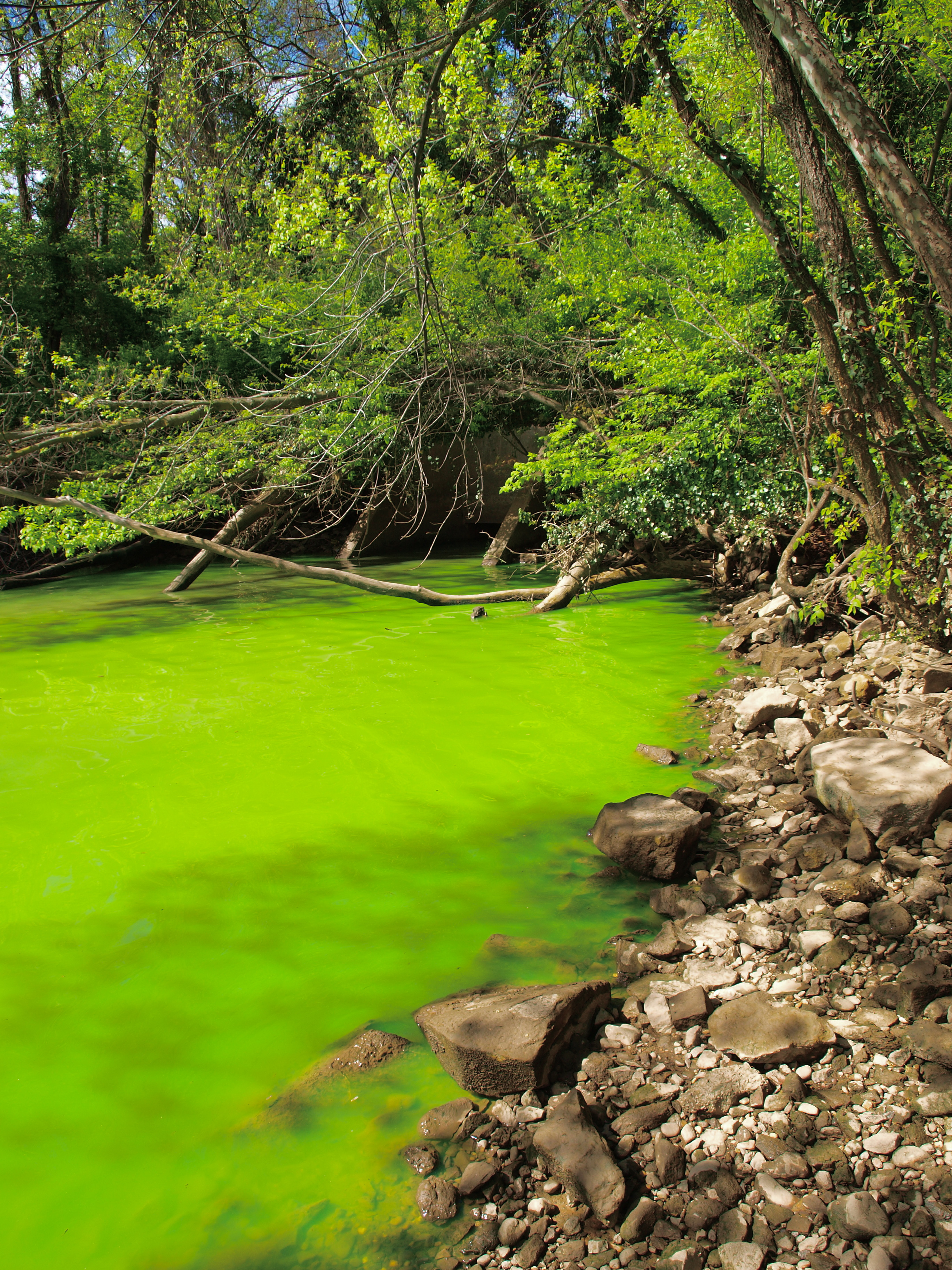
Eutrofizare evidentă pe râul Potomac, cauzată de o creștere mare a cianobacteriilor.

Eutrofizarea (din franceză eutrophisation) reprezintă îmbogățirea apelor curgătoare, dar mai ales a celor stătătoare, cu nutrienți, în special cu compuși ai azotului și/sau ai fosforului, determinând o creștere accelerată a algelor și a altor forme vegetale superioare, care conduce la o perturbare nedorită a echilibrului organismelor acvatice și asupra calității apei, în special prin creșterea masei organice din apele stătătoare.
Eutrofizarea poate fi un proces natural de evoluție a unui lac. Din momentul formării sale, bazinul acvatic trece, în condiții naturale, prin câteva stadii de dezvoltare: ultraoligotrofic, oligotrofic, mezotrofic, iar în final bazinul acvatic devine eutrofic și hipereutrofic (are loc “îmbătrânirea” și pieirea bazinului acvatic). Spre deosebire de cea naturală, eutrofizarea antropogenă este considerată o poluare nutrițională. Aceasta este reacția de răspuns a unui ecosistem (acvatic) la adăugarea diverselor substanțe artificiale sau naturale, cum ar fi nitrații și fosfații.
Eutrofizarea apare în special în lacurile unde circulația (aerarea) apei este redusă. Iazurile se transformă treptat în mlaștini, creându-se condiții specifice pentru acest tip de biotop.
Conducând la o creștere puternică a algelor și macrofitelor (așa-numita „înflorire algală”) care apoi mor, eutrofizarea are consecințe grave, dintre care principalele sunt:
- scăderea calității apei (culoare, gust, miros, tulburare, scăderea oxigenului, creșterea concentrației de fier, mangan, bioxid de carbon, amoniu, metan, hidrogen sulfurat etc.);
- corodarea conductelor;
- afectarea funcțiunilor recreative ale lacurilor (turbiditate crescută a apei și miros ce o fac neatractivă, afectarea înotătorilor prin dermatite și conjunctivite de contact cu apa alcalină, risc crescut de diverse boli ex. Schistostomiază, risc boli diareice la înghițirea apei încărcate cu toxice algale);
- afectarea pisciculturii (mortalitate piscicolă, dezvoltarea speciilor nedorite);
- alte consecințe diverse (înfundarea filtrelor, țevilor etc.)

## Definiție și mecanism

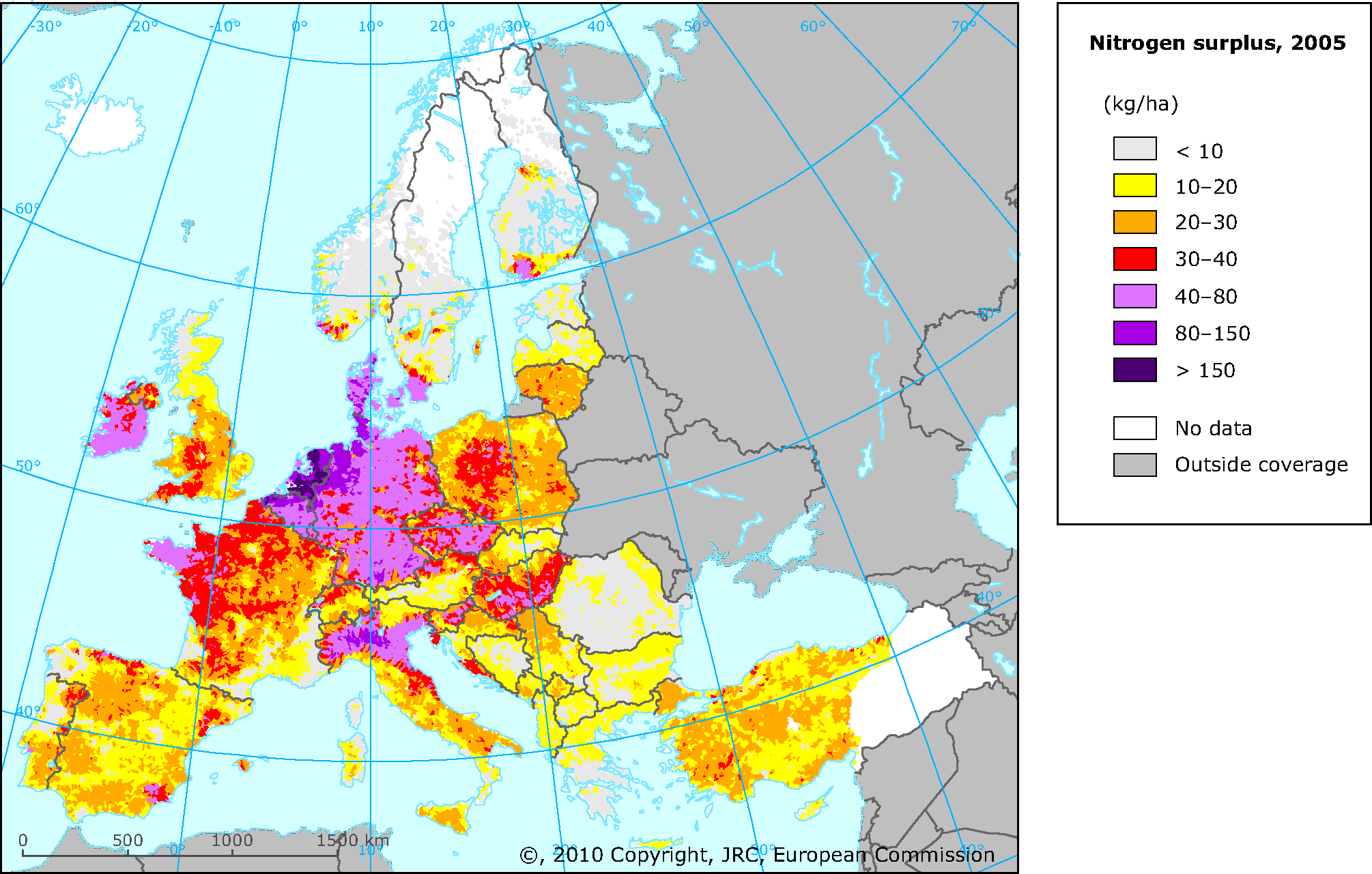
Excedentele de azot în Europa (2005)

Termenul „eutrofic” provine din grecescul eutrophos care înseamnă „bine hrănit” și a fost folosit pentru prima dată de botanistul german Carl Albert Weber. Termenii „eutrofic”, „mezotrofic” și „oligotrofic” au fost folosiți în limnologie doisprezece ani mai târziu de botanistul suedez Einar Naumann pentru a descrie tipurile de lacuri de apă dulce care conțin concentrații mari, medii sau scăzute de fosfor, azot și calciu.
Eutrofizarea în sensul cel mai larg este definită ca acumularea de nutrienți în ecosisteme și în compartimentele ecosistemelor. Eutrofizarea în sens restrâns este îmbogățirea naturală, dar mai ales artificială a apelor stătătoare sau a celor cu curgere lentă cu nutrienți (în primul rând azot și fosfor, dar și siliciu, potasiu, calciu, fier sau mangan), precum și impactul unei astfel de acumulări asupra ecosistemelor acvatice.
Creșterea concentrațiilor de nutrienți duce la creșterea accelerată a plantelor acvatice, atât a macrofitelor (plantelor acvatice superioare), cât și a fitoplanctonului. Pe măsură ce tot mai multe plante devin disponibile ca sursă de hrană, vor fi tot mai multe specii de nevertebrate și pești. Apoi biomasa în corpul de apă crește, iar diversitatea biologică scade. Odată cu o eutrofizare mai pronunțată, descompunerea bacteriană a biomasei în exces duce la un consum mare de oxigen, care poate rezulta în insuficiență de oxigen începând cu sedimentele de pe fund și apele mai adânci. Zone hipoxice (adică cu concentrații scăzute de oxigen) apar adesea în lacurile adânci în timpul verii. Cauză este formarea unui strat rece de adâncime, sărac în oxigen și a unui strat cald de suprafață, bogat în oxigen. Apele foarte eutrofice pot deveni hipoxice pe toată adâncimea lor după proliferarea în masă a algelor (înflorirea algelor) sau creșterea excesivă a macrofitelor. În cazuri extreme, acest lucru poate duce la moartea tuturor organismelor superioare, cum ar fi peștii.

## Cauzele eutrofizării

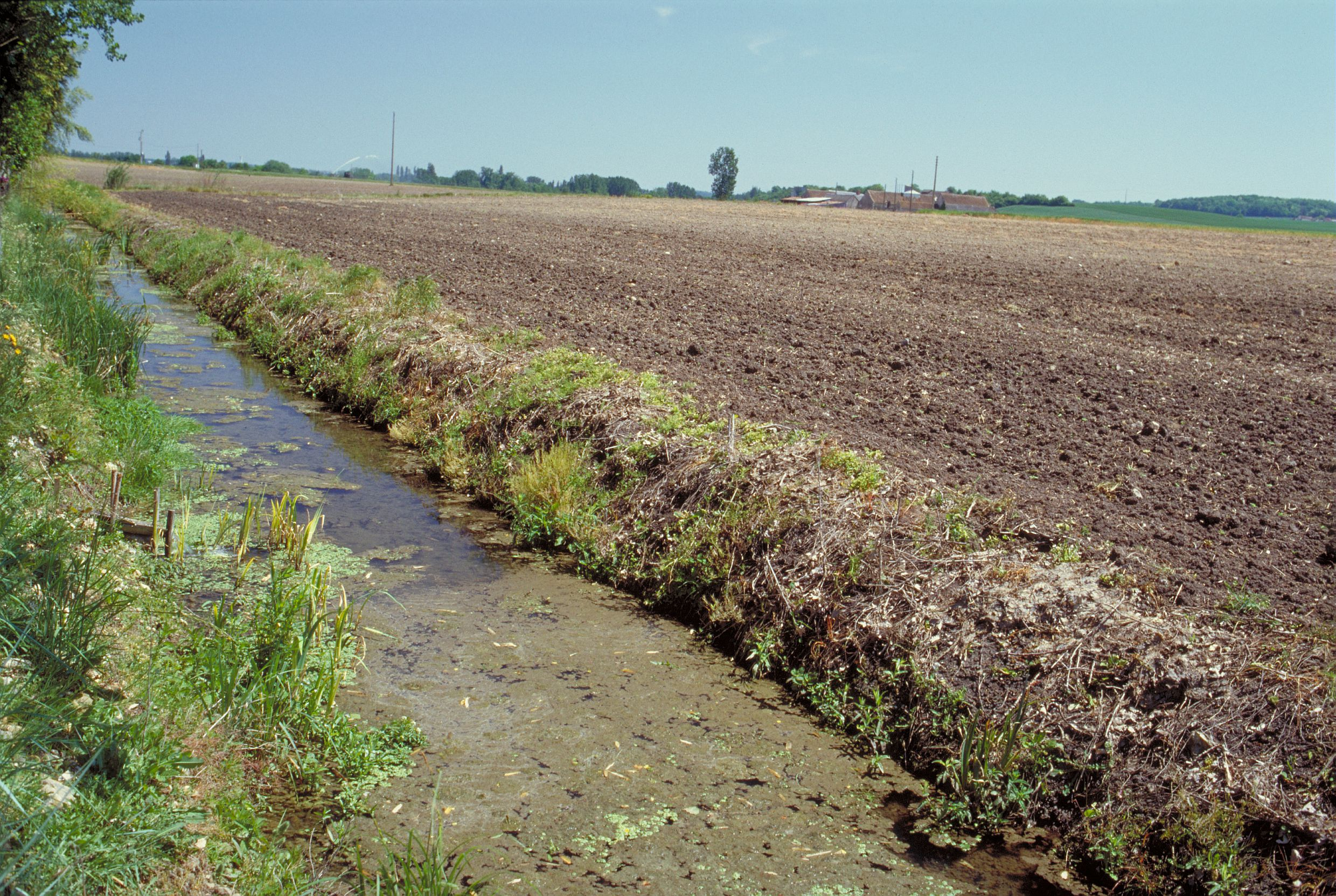
Îngrășămintele plantelor agricole (fosforul și azotul) stimulează creșterea plantelor și algelor în șanțul de-a lungul câmpului cultivat

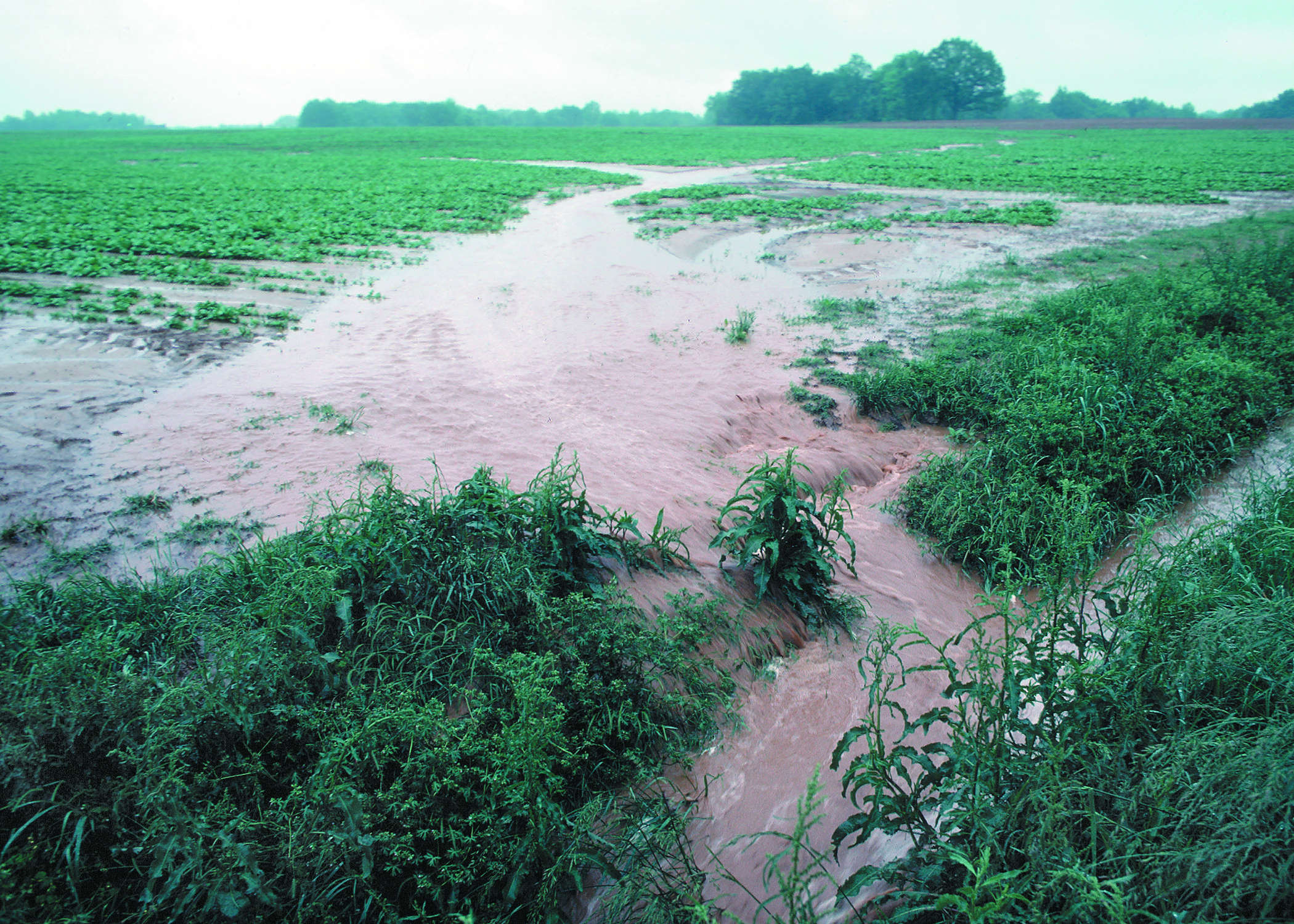
Un exemplu din statul Tennessee, cum solul de pe câmpurile fertilizate, bogat în nutrienți, poate ajunge în corpurile de apă.

Organismele vii au nevoie de aproximativ 40 de elemente pentru a-și susține creșterea și reproducerea. Dintre toate elementele derivate din scoarța terestră care sunt prezente în țesutul vegetal, fosforul este unul dintre elementele a cărui procentaj este mai mic în litosferă decât în țesutul vegetal. Prin urmare, fosforul poate fi considerat candidatul principal pentru a fi un factor limitativ. Dintre elementele derivate din atmosferă sau hidrosferă, azotul poate fi limitativ, deoarece se găsește în mare parte în stare gazoasă, care nu poate fi utilizată direct de către plante. Dispariția acestor factori limitativi poate fi văzută drept cauza finală a eutrofizării.
Pentru a înțelege eutrofizarea, este necesar să se facă distincția între efectele naturale ale umplerii și succesiunii care afectează lent un lac și rezultatele livrării accelerate de nutrienți din bazinul său hidrografic. Ecologul american Raymond Lindeman a definit pentru prima dată eutrofizarea ca fiind o etapă naturală a vieții unui lac, care se umple cu sedimente erodate din bazinul său hidrografic și cu materie organică din propriul metabolism. Începând cu o etapă oligotrofă cu productivitate scăzută, un lac temperat tipic din regiunile glaciare își crește rapid productivitatea pe măsură ce nutrienții se acumulează, până atinge o stare stabilă de eutrofie. Acest lucru poate dura mult timp - mii de ani - până lacul devine prea puțin adânc pentru creșterea eficientă a fitoplanctonului sau regenerarea nutrienților și se transformă într-o mlaștină.
În ceea ce privește eutrofizarea artificială, despădurirea poate fi identificată ca fiind una dintre cauzele sale imediate. Studiile asupra bazinelor hidrografice împădurite au arătat că spălarea nutrienților este foarte scăzută acolo, deoarece ciclurile în cadrul vegetației ecosistemului terestru sunt foarte strânse. Scurgerea de pe terenurile arabile este cea mai bogată în nutrienți, în timp ce cea de pe pășunile naturale sau secundare conține și mai mulți nutrienți decât scurgerea de pe terenurile împădurite. Pe de altă parte, studiile au constatat că concentrațiile de azot din scurgerea de pe terenurile defrișate au revenit la nivelurile scăzute ale pădurilor neperturbate în trei ani după ce a fost permisă regenerarea vegetației.
Intensificarea agriculturii duce la fel la o spălare mai puternică a nutrienților. Volumul exact al pierderilor depinde de diverși factori; acestea includ, mai întâi de toate, tipul de sol, drenajul solului, precipitațiile, tipul și întinderea vegetației, tipul și cantitatea de îngrășăminte aplicate și densitatea animalelor domestice. Pierderile de azot cresc odată cu intensitatea utilizării terenului și aplicarea îngrășămintelor mai mult decât pierderile de fosfor datorită mobilității mai mari a compușilor de azot solubili.
Pierderile de fosfor din culturile intensive rămân comparativ scăzute, cu excepția cazului în care are loc eroziunea solului sau suprasaturarea cu apă. Inundarea câmpului face fosforul (P) mai solubil; de exemplu, terenurile din California cultivate cu orez au pierdut până la 530 g P/ha/an în comparație cu doar 80-200 g în cazul lucernei. Creșterea pantei cauzează o creștere mai puternică a spălării fosforului decât celei a azotului (N) deoarece crește mobilitatea particulelor; o creștere a pantei de la 8° la 20° a sporit pierderile de fosfor cu 360% (de la 450 g P/ha), însă doar a dublat pierderile de azot (de la 16 kg N/ha).
Un alt aspect este că până în anii 1930 a fost ca îngrășământ în cea mai mare parte bălegarul. Acest tip de fertilizare duce rareori la pierderi de nutrienți mai mari decât din solul nefertilizat. Pierderile cresc atunci când sunt aplicate atât bălegarul lichid, cât și îngrășământul artificial, cele două forme cel mai des folosite de întreprinderile agricole moderne. Animale crescute în cadrul unor complexe agroindustriale mari sunt acum hrănite mai degrabă cu siloz (iarba compostată) decât cu fân (iarbă uscată), rezultând un bălegar mai lichid.
O altă sursă agricolă de nutrienți, în special în zonele muntoase, este piscicultura. Crescătoriile de pește, mai ales de salmonide, generează probleme deoarece sunt situate în zone în care scurgerea de nutrienți este în mod natural relativ scăzută, iar calitatea apei este ridicată.
Apa uzată din gospodăriile casnice și industrie este o sursă importantă de azot și fosfor în corpurile de apă. O proporție semnificativă de fosfați în apa reziduală menajeră provine din detergenții de rufe și detergenții pentru mașini de spălat vase. În Uniunea Europeană detergenții de rufe destinați consumatorilor cu un conținut de fosfor ≥ 0,5 g sunt interziși de la 30 iunie 2013 și detergenții de spălat vase destinați consumatorilor cu un conținut de fosfor ≥ 0,3 g de la 1 ianuarie 2017. Industriile care produc cei mai mulți nutrienți sunt companiile de prelucrare a alimentelor precum fabricile de bere, fabricile de lapte, abatoarele, fabricile de conserve, rafinăriile de zahăr, dar și șantierele de construcții. În unele țări, cum ar fi, de exemplu, Marea Britanie, sistemele de canalizare menajeră și pluvială sunt combinate. aceasta având dezavantajul că la multe stații de epurare pe timp de furtună au loc revărsări de apă netratată sau numai cu o sedimentare minimă. Apa reziduală prezintă importanță ca sursă de fosfor, în timp ce agricultura este mai importantă ca sursă de azot.

## Efectele eutrofizării

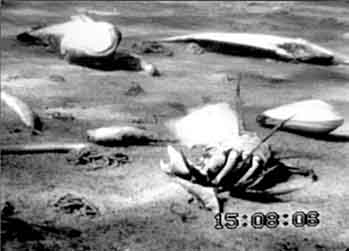
Vietăți marine pe fundul Mării Baltice, moarte în urma scăderii concentrației de oxigen.

Unul dintre cele mai vizibile efecte biologice ale eutrofizării este proliferarea fitoplanctonului (așa-numita înflorire a apei) și modificarea compoziției speciilor de fitoplancton. Aportul sporit de nutrienți favorizează speciile care utilizează diferite strategii fiziologice și ecologice pentru a se adapta la capacitatea de susținere a corpului de apă față de cele care își maximizează ritmul de creștere și populațiile cărora pot varia semnificativ. Taxonii de alge responsabili pentru astfel de înfloriri în apă dulce sunt de obicei cianobacteriile. Biomasa totală a zooplanctonului crește, de asemenea, odată cu procesele de eutrofizare, care duc și la o dominație tot mai mare a formelor mai mici care pot să se hrănească cu cianobacterii. 
Lacurile din zona temperată prezintă în faza eutrofică o abundență de macrofite, dar diversitatea speciilor este redusă, iar adâncimea de colonizare este limitată. În faza hipertrofică, toate speciile de macrofite submerse dispar. Mecanismele declinului progresiv al macrofitelor odata cu sporirea conținutului de nutrienți nu sunt clare. Într-un studiu privind zonele de câmpie dens populate ale Europei și compararea lor cu înregistrările din ultimii 100 de ani, se arată că majoritatea lacurilor de apă dulce cu diferite tipuri de plante subacvatice au acum o biomasă fitoplanctonică ridicată și o transparență estivală sub 2 m. Majoritatea celor 17 lacuri studiate au pierdut în ultimii 100 de ani toate sau majoritatea speciilor lor submerse.
Efectele eutrofizării asupra peștilor se referă în principal la modificări ale concentrației de oxigen în apă. Familiile de pești pot fi diferențiate în funcție de sensibilitate la deficitul de oxigen, salmonidele fiind foarte dependente de un nivel ridicat de oxigen, iar ciprinidele foarte tolerante la concentrații scăzute. O proliferare a plantelor cauzată de eutrofizare poate duce la suprasaturare cu oxigen în timpul zilei datorită fotosintezei și deficit de oxigen noaptea. Ziua fotosinteza poate, în plus, să ridice valoarea pH-ului la niveluri letale care afectează funcția branhială. Descompunerea resturilor vegetale și cererea de oxigen bacteriană rezultată poate diminua nivelul de oxigen. Peștii pot părăsi zonele afectate, dar astfel pot da peste alte condiții nefavorabile. În lacurile adânci peștii de apă rece (de exemplu, salmonidele) nu pot tolera temperaturile ridicate din stratul superior al lacului dacă sunt împinse acolo de deoxigenarea progresivă la adâncime. Există mai multe exemple de extincții bruște și complete ale peștilor ca urmare a deoxigenării cauzate de alge. Acest lucru se întâmplă în lacurile de mică adâncime la temperaturi înalte, unde cererea nocturnă de oxigen din cauza înfloririi fitoplanctonului epuizează oxigenul în întreaga coloană de apă. Asta însă se poate întâmpla și sub gheață, atunci când lumina soarelui este disponibilă pentru a stimula creșterea algelor, dar gheața împiedică aprovizionarea cu oxigen.
Numărul de exemplare și biomasa peștilor cresc odată cu îmbunătățirea aprovizionării cu nutrienți. Pe de altă parte, numărul salmonidelor și altor pești piscivorici scade în favoarea speciilor mâncătoare de plancton cu valoare economică mai mică. 
Eutrofizarea reduce, de asemenea, varietatea speciilor, de obicei urmată de dominanța uneia sau a două specii. Plantele și animalele mai mari, fiind mai rare, sunt cele mai afectate. În ceea ce privește eutrofizarea, efectele asupra plantelor rădăcinoase acvatice, a nevertebratelor mari, cum ar fi libelulele, și a păsărilor, sunt cele mai îngrijorătoare. Multe lacuri și râuri sunt afectate de speciile invazive, a căror creștere este favorizată de abundența de nutrienți, cum ar fi planta cu flori plutitoare jacintul de apă (Eichhornia crassipes), feriga plutitoare (Salvinia molesta) sau crapul (Cyprinus carpio).
Una dintre problemele economice majore ale eutrofizării se referă la alimentarea cu apă și anume la colmatarea filtrelor din sistemul de tratare a apei cauzată de alge și zooplancton, precum și la problemele cu gustul și mirosul apei potabile care rezultă din aceasta. Eutrofizarea duce și la pierderea veniturilor din activități recreative din cauza scăderii valorii estetice percepute a corpului de apă. Pescuitul și navigația în apele eutrofice sunt îngreunate de creșterea intensă a plantelor încâlcite.
Nu toate efectele apei bogate în nutrienți sunt negative, în special în regiunile tropicale. Principalele beneficii sunt creșterea randamentului piscicol, reutilizarea nutrienților pe uscat prin irigare și posibilitatea de a recolta macrofitele ca îngrășământ sau furaj. 

## Prevenirea și contracararea proceselor eutrofice

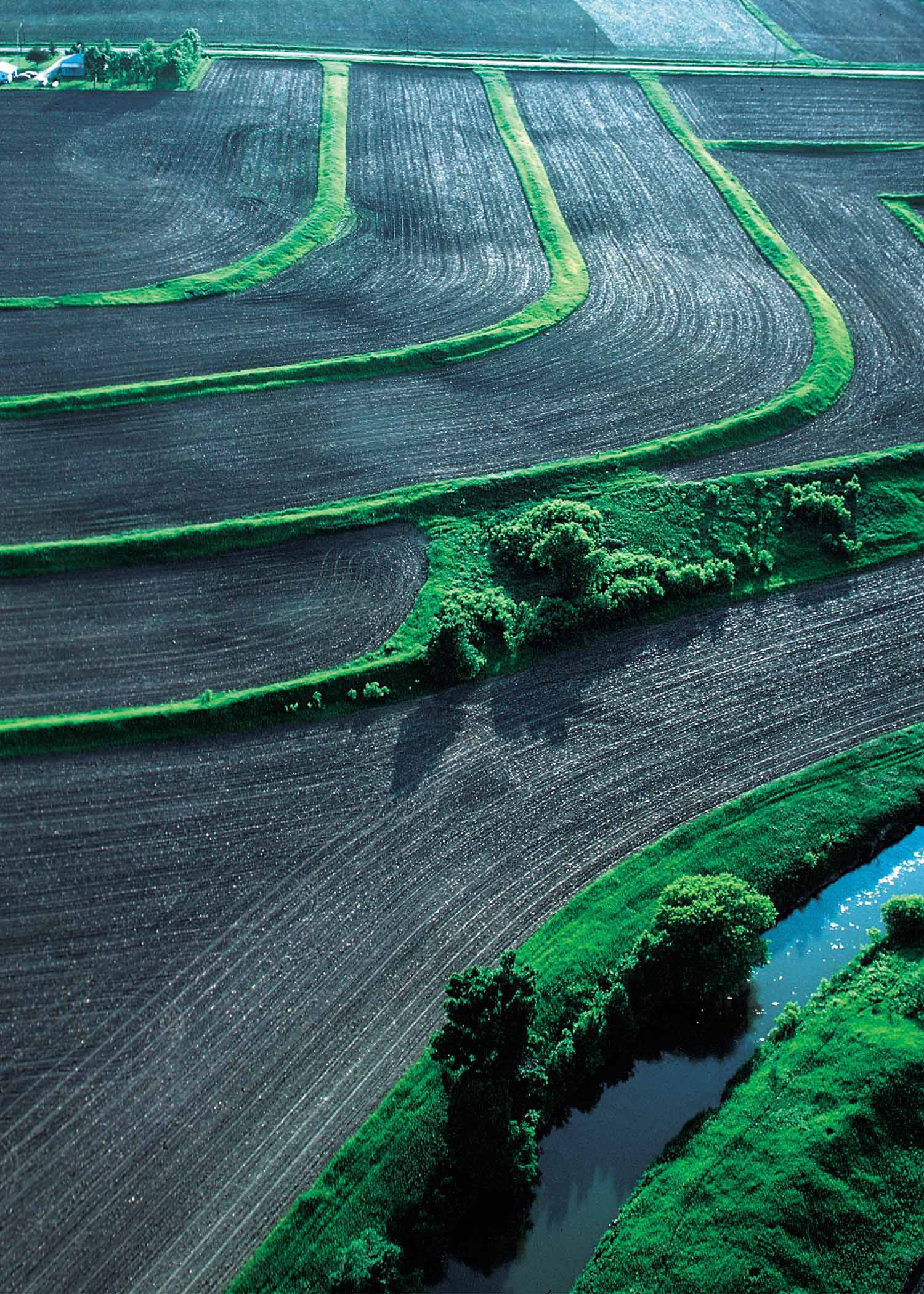
Terase și arat de contur în Iowa

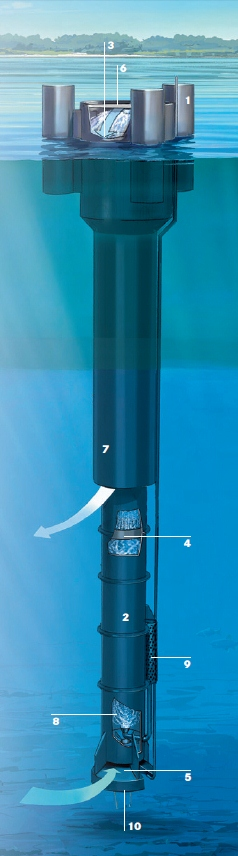
Reprezentarea schematică a unui aerator al apelor de la fund

O mulțime de practici agricole contribuie la levigarea nutrienților. Se pot distinge trei categorii de practici: tipul unei anumite culturi, însămânțarea și recoltarea acesteia, aplicarea de îngrășăminte și gestionarea deșeurilor animale.
Nu s-a încercat controlarea culturile cultivate în bazinele hidrografice ale lacurilor sau râurilor, dar s-a constatat că pădurile riverane interceptează majoritatea nutrienților. Cel mai important factor determinant al pierderilor de nutrienți este gradul de eroziune a solului. Astfel, au fost concepute practici agricole pentru a controla eroziunea solului, cum ar fi: aratul de contur - rânduri de plante aliniate la conturul reliefului, cu o pantă ușoară; mulcirea - acoperirea solului cu materiale organice neputrezite; prelucrarea minimă a solului - pentru a evita compactarea acestuia; utilizarea culturilor intermediare - plante cu creștere rapidă, cum ar fi trifoiul și lucerna între recoltare și replantarea culturii principale.
În cazul îngrășămintelor, este importantă aplicarea lor corectă, bazată pe nevoile plantelor și nu pe alte considerente, precum disponibilitatea forței de muncă și a echipamentelor. De asemenea, îngrășămintele sunt deseori folosite în exces din cauza aplicării inexacte și a planificării incorecte.
Deșeurile de origine animală reprezintă o problemă majoră, deoarece animalele sunt ținute mai ales în spații închise, iar hrana este adusă din exterior. În prezent, există obstacole în calea reutilizării lor ca îngrășăminte organice: volumul lor ridicat, datorită conținutului de apă în comparație cu îngrășămintele anorganice, conținutului scăzut de azot în raport cu cel de fosfor, precum și mirosurile lor neplăcute, ceea ce le face mai potrivite pentru înlăturare, decât pentru depozitare în vederea utilizării viitoare. De asemenea, până în 2022 prețurile relativ scăzute ale îngrășămintelor anorganice în comparație cu costurile de utilizare a deșeurilor animale au fost încă un argument împotriva reutilizării acestora în agricultură.
O alternativă sau o completare la eliminarea nutrienților din din bazinele hidrografice este eliminarea acestora din lacuri. Există deja o serie de metode, deși niciuna nu este încă utilizată pe scară largă din motive tehnice sau din cauza costurilor.
Una dintre ele este diluarea apei lacului cu apă săracă în nutrienți, ceea ce necesită o sursă ușor accesibilă. "Scurgerea hipolimnetică" reprezintă o altă metodă de îndepărtare a nutrienților, de obicei din lacurile eutrofe adânci, atunci când are loc stratificarea în timpul verii. Tehnica este în esență simplă - un sifon se plasează în cea mai adâncă parte a lacului.
Îndepărtarea sedimentelor este o tehnică costisitoare, atât în ceea ce privește costul echipamentelor de pompare, cât și al transportului nămolului. Aceasta este utilizată ca ultimă soluție în lacurile puțin adânci de mare valoare publică, în cazul în care alte tehnici au eșuat din cauza intensității de degajare a fosforului din sedimente.
Îndepărtarea biomasei împreună cu fosforul acumulat este fezabilă numai în cazul plantelor acvatice și într-o măsură limitată în cazul peștilor. Îndepărtarea plantelor are o utilizare largă în Statele Unite, dar în principal pentru a reduce creșterea dăunătoare în lacurile de agrement și pentru a preveni moartea peștilor din cauza epuizării oxigenului.
O modalitate de a opri și inversa eutrofizarea în estuare, este de a stimula populațiile de moluște. Acestea îndepărtează din apă azotul și sedimentele în suspensie, reducând probabilitatea sau amploarea înfloririi algelor dăunătoare sau a condițiilor anoxice. Nutrienții sechestrați de moluște pot fi îndepărtați din sistem prin recoltarea scoicilor, îngropați în sedimente sau pierduți prin denitrificare.
Algele absorb fosforul și azotul, fiind astfel utile pentru a elimina excesul de nutrienți din apele de coastă. Unele alge cultivate au o productivitate foarte ridicată, produc cantități mari de oxigen și pot fi contribui excelent la reducerea eutrofizării. 
Există metode de gestionare a apelor bogate în nutrienți fără a le modifica conținutul de nutrienți. Au fost dezvoltate echipamente pentru aerarea artificială a stratului de adâncime pentru a preveni deficitul de oxigen în această zonă, menținând în același timp temperatura scăzută (necesară pentru supraviețuirea peștilor de apă rece) și sedimentarea nutrienților (pentru a preveni continuarea proliferării algelor). O altă metodă tehnică, care însă nu prevede păstrarea stratificării, este amestecarea artificială a lacului prin injectarea de aer comprimat în stratul inferior sau prin pomparea mecanică a apei din adâncuri aproape de suprafață. 
Manipularea biologică presupune modificarea unei componente a rețelei trofice limnetice pentru a atenua unele simptome ale eutrofizării, cum ar fi biomasa algală ridicată și transparența scăzută. De obicei, este vorba de reglarea zooplanctonului prin introducerea de pești piscivori sau prin îndepărtarea peștilor planctonivori. În absența unei prădări semnificative de către pești, formele mai mari de zooplancton, care sunt mai eficiente în consumul de alge, depășesc numeric speciile mai mici și împiedică proliferarea algelor. 
Cea de-a treia abordare ar fi combaterea creșterii algelor și/sau a plantelor rădăcinoase cu erbicide.